# Lophocampa alni
Lophocampa alni là một loài bướm đêm thuộc phân họ Arctiinae, họ Erebidae.